# Allium diomedeum
Allium diomedeum är en amaryllisväxtart som beskrevs av Salvatore Brullo och Al. Allium diomedeum ingår i släktet lökar, och familjen amaryllisväxter.
Artens utbredningsområde är Italien. Inga underarter finns listade i Catalogue of Life.